# Athena (schip, 2004)
De Athena is een in opdracht van voormalig Netscape-eigenaar Jim Clark gebouwde schoener die naar ontwerp van Gerard Dijkstra in 2004 bij Royal Huisman in Vollenhove gebouwd werd. Het schip is vernoemd naar de gelijknamige godin, die ook het boegbeeld voorstelt. De rompsnelheid bedraagt 19 knopen. De Athena was bij de oplevering in september 2004 het grootste privé zeiljacht ter wereld totdat de Maltese Falcon in 2006 in de vaart genomen werd.
In 1998 liet Clark de 47 meter lange sloep Hyperion bouwen bij Royal Huisman.